# Говор на Газиместану
Говор на Газиместану Слободана Милошевића је одржан приликом прославе 600 година Косовске битке 28. јуна 1989. на Косову пољу. Својим присуством, прославу је обележило и око два милиона људи, од којих је један део дошао из САД, Канаде, Аустралије и многих земаља Европе.
Прослави је присуствовало комплетно Председништво СФРЈ, на челу са Јанезом Дрновшеком, затим је ту био и Милан Панчевски - тадашњи председник Председништва ЦК СКЈ, а централни говор одржао је Слободан Милошевић, тадашњи председник Председништва СР Србије.
Прослави су присуствовали и амбасадори многих страних земаља у Југославији, док су амбасадори САД, Ворен Зимерман, и Турске одбили да дођу.

## Делови говора на Газиместану (Косово поље)
Говор Слободана Милошевића почиње речима:
На овом месту у срцу Србије, на Косову Пољу, пре шест векова, пре пуних 600-на година догодила се једна од највећих битака онога доба. Као и све велике догађаје и тај прате многа питања и тајне, он је предмет непрекидног научног истраживања и обичне народне радозналости. Стицајем друштвених околности овај велики шестстогодишњи јубилеј Косовске битке догодио се у години у којој је Србија, после много година, после много деценија, повратила свој државни, национални и духовни интегритет. Није нам, према томе данас, тешко да одговоримо на оно старо питање: ‒ са чим ћемо пред Милоша. Игром историје и живота изгледа као да је Србија баш ове 1989. године повратила своју државу и своје достојанство да би тако прославила историјски догађај из далеке прошлости који је имао велики историјски и симболички значај за њену будућност.
Слободан Милошевић даље тврди да је неслога била препрека за јединство српског народа и у новије време (током Другог св. рата), и да је та неслога увела Србе и Србију у агонију:
Па и касније када је формирана социјалистичка Југославија, српски врх је у тој новој земљи остао подељен, склон компромисима на штету сопственог народа. Уступке које су многи српски руководиоци правили на рачун свог народа, ни историјски, ни етички, не би могао да прихвати ни један народ на свету. Поготово што Срби кроз читаву своју историју нису никада освајали и експлоатисали друге. Њихово национално и историјско биће кроз читаву историју и кроз два светска рата као и данас је – ослободилачко. Ослобађали су вечито себе и, кад су били у прилици, помагали су другима да се ослободе. А то што су у овим просторима велики народ, није никакав српски грех, ни срамота. То је предност, коју они нису користили против других. Али морам да кажем овде, на овом великом, легендарном пољу Косову, да Срби ту предност што су велики нису никада користили ни за себе.
Заслугом својих вођа и политичара и њиховог вазалног менталитета чак су се због тога осећали кривим пред другима, па и пред собом. Тако је било деценијама, годинама. Ево нас данас на пољу Косову да кажемо – да више није тако.
Неслога српских политичара уназађивала је Србију, а њихова инфериорност понижавала је Србију. Нема зато у Србији погоднијег места од поља Косова да се то каже. И нема зато у Србији погоднијег места, од поља Косова, да се каже да ће слога у Србији омогућити просперитет и српском народу и Србији и сваком њеном грађанину, без обзира на националну или верску припадност.
Затим, Слободан Милошевић каже:
Србија је данас јединствена, равноправна са другим републикама и спремна да учини све да побољша материјални и друштвени живот свих својих грађана. Ако буде слоге, сарадње и озбиљности, она ће у томе и успети. Зато је оптимизам који је данас у приличној мери присутан у Србији у погледу будућих дана, реалан утолико што се заснива на слободи која омогућава свим људима да изразе своје позитивне, стваралачке, хумане способности за унапређење друштвеног и сопственог живота.
У Србији никада нису живели само Срби. Данас у њој, више него пре, живе и грађани других народа и народности. То није хендикеп за Србију. Искрено сам уверен да је то њена предност. У том смислу се мења национални састав готово свих, а нарочито развијених земаља савременог света. Све више и све успешније заједно живе грађани разних националности, разних вера и раса.
Милошевић о Југославији, равноправности:
Равноправни и сложени односи међу југословенским народима су неопходан услов за опстанак Југославије, за њен излазак из кризе, и поготово неопходан услов за њен економски и друштвени просперитет. Тиме се Југославија не издваја из социјалног амбијента савременог, поготово развијеног света. Тај свет све више обележава национална трпељивост, национална сарадња, па чак и национална равноправност. Савремени економски и технолошки, али и политички и културни развој упућује разне народе једне на друге, чини их међусобно зависним и све више и међусобно равноправним. У цивилизацију ка којој се креће човечанство, могу закорачити пре свега равноправни и уједињени људи. Ако не можемо да будемо на челу пута у такву цивилизацију, не треба сигурно да будемо ни на његовом зачељу.
Потом, у говору, Милошевић, помињући битку на Косову пољу, изражава наду да ће српски народ, свестан своје прошлости, да се окрене слози и јединству које је предуслов даљем успешном развоју Србије. Напомиње да елементарна свест о јединству и слози, представља „нужност за Југославију јер се њена судбина налази у здруженим рукама свих њених народа.“
Слободан Милошевић завршава говор речима:
Пре шест векова Србија је овде, на пољу Косову, бранила себе. Али је бранила и Европу. Она се тада налазила на њеном бедему који је штитио европску културу, религију, европско друштво у целини. Зато данас изгледа не само неправедно већ и неисторијски и сасвим апсурдно разговарати о припадности Србије Европи. Она је у њој непрекидно, данас као и пре. Разуме се, на свој начин. Али такав који је у историјском смислу није никад лишио достојанства. У том духу ми данас настојимо да градимо друштво – богато и демократско. И да тако допринесемо просперитету своје лепе, и у овом тренутку неправедно напаћене земље. Али и да тако допринесемо напорима свих прогресивних људи нашег доба, које они чине за један нови, лепши свет.
Нека вечно живи успомена на косовско јунаштво!
Нека живи Србија!
Нека живи Југославија!

Нека живи мир и братство међу народима!

## Анализе
Цео пасус где се појављује спорни део говора:
Шест векова касније, данас, опет смо у биткама, и пред биткама. Оне нису оружане, мада и такве још нису искључене. Али без обзира какве да су, битке се не могу добити без одлучности, храбрости и пожртвованости. Без тих добрих особина које су онда давно биле присутне на пољу Косову. Наша главна битка данас односи се на остварење економског, политичког, културног и уопште друштвеног просперитета. За брже и успешније приближавање цивилизацији у којој ће живети људи у XXI веку. За ту нам је битку поготово потребно јунаштво. Разуме се нешто другачије. Али она срчаност без које ништа на свету, озбиљно и велико, не може да се постигне, остаје непромењена, остаје вечно потребна.